# Économie de l'Indre

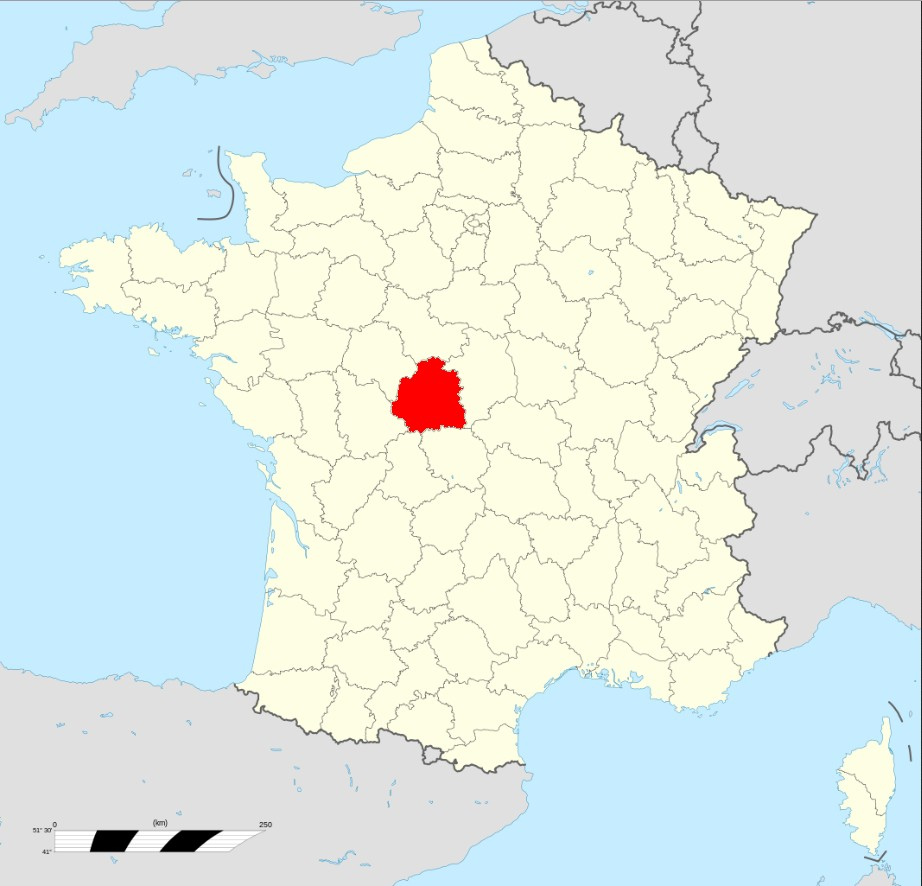
Le département de l'Indre en France.

L'Indre est un département français situé dans la région centre.

## Agriculture et pêche

### Agriculture
Les cultures de céréales, comme le blé, l'avoine, le maïs, l'orge, le colza et le tournesol se sont développées dans le département.

### Pêche
En Brenne, la pisciculture s'est fortement développée dans le territoire.

### Terroirs
L'Indre disposent de plusieurs appellations d'origine contrôlée (AOC) et Label rouge :
- valençay[2] (AOC) ;
- reuilly[3] (AOC) ;
- châteaumeillant[4] (AOC) ;
- pouligny-saint-pierre[5] (AOC) ;
- sainte-maure de touraine[6] (AOC) ;
- valençay[7] (AOC) ;
- lentille verte du Berry (Label rouge).

D'autres spécialités non labellisées font partie du terroir de l'Indre :
- pâté berrichon ;
- citrouillat ;
- galette de pommes de terre ou truffiat ;
- poulet en barbouille, ou coq au sang ;
- Œufs à « la couille d'âne » ;
- poirat ;
- tarte « aux barriaux » ;
- massepains et câlins de la Saint-Valentin à Issoudun ;
- noisettine à La Châtre ;
- chocolats au Blanc et à Valençay ;
- pâté de lapin à Thevet-Saint-Julien ;
- condiments à Sarzay ;
- conserves de pigeon à Rivarennes ;
- huiles de première pression à froid à Clion.

## Aéroport
L’aéroport de Châteauroux est, grâce à sa piste d'une longueur de 3 500 m et à un trafic atypique permettant des temps de positionnement très courts, l'un des premiers site européen d’entraînement des pilotes aux procédures de décollage et d’atterrissage. De nombreuses compagnies aériennes, les armées de l'air de plusieurs pays européens et les constructeurs comme Airbus, ATR et Dassault viennent en effet à Châteauroux et réalisent en moyenne 8 à 10 « touch-and-go » par heure avec tous types d'appareils jusqu'à l'Airbus A380 au Boeing 747.
Parmi les compagnies aériennes venant régulièrement s'entraîner sur l'aéroport, on peut noter: Air Caraïbes, Air France, British Airways, EasyJet, French Bee, Hifly, KLM, Lufthansa, Transavia France ainsi que Swiss International Air Lines.
L’aéroport de Châteauroux a aussi consacré une partie de son activité au fret aérien. Sa vocation, essentiellement industrielle lui permet de traiter tous types d'avions (tel que l'An-225) et de marchandises 24 heures sur 24 et 7 jours sur 7. Il s'agit d'un aéroport de transit qui n'accorde pas de « slot » et s'appuie sur le transport routier et ferroviaire.
Depuis le 1er janvier 2000, l'aéroport de Châteauroux-Centre est agréé « Agent habilité, ». Il est un des rares aéroports français ayant fait cette démarche et obtenu l'agrément de la DGAC. Celui-ci lui permet de proposer aux chargeurs, transporteurs et transitaires un service « Sûreté du fret » contrôlé par le superviseur-sûreté de l'aéroport.

L'aéroport dispose d'une importante zone de maintenance aéronautique sur laquelle sont installées, en 2020, les entreprises suivantes :
- Dale Aviation Ltd : entreprise spécialisée dans la maintenance en ligne des avions commerciaux Airbus et Boeing dont elle assure également le stockage avec maintien en conditions opérationnelles. Elle peut aussi assurer le cas échéant le démantèlement et le recyclage d'avions en fin de vie.
- Egide Aviation : spécialisée dans la maintenance avion, hélicoptère de moins de 5 700 kg, avionique et la gestion de navigabilité ;
- Satys : entreprise spécialisée dans la peinture aéronautique pour tous types d'appareils comprenant 4 cabines de peinture : une baie pour les avions régionaux jusqu’à l'ATR72, une baie pour les avions mono-couloirs jusqu’aux Airbus A321 ou Boeing 757 et deux baies pour les avions gros-porteurs jusqu'aux Airbus A330, Airbus A330neo, Airbus A340-300 et certains Boeing 777-200.
- Vallair : sur le site de Châteauroux, cette entreprise est spécialisée dans le démantèlement d'avions en fin de vie et de moteurs avec récupération et réparation d'éléments pour le marché de la maintenance.
- Veolia Aero Recycling France: filiale de Veolia, dispose d'une plateforme de déconstruction d’aéronefs de 10,000 m2 [14]

Le centre de formation C2FPA délivre aux pompiers des aéroports français une formation, initiale et continue, spécifique sur la sécurité incendie aéronautique et la prévention du péril animalier. Ce centre est conventionné par la DGAC,.

## Militaire
Le centre de transmissions de la Marine nationale de Rosnay est une station d'émission radio en très basse fréquence (VLF) utilisée par les forces sous-marines françaises pour transmettre des informations et ordres aux sous-marins.

## Services

### Infrastructures
L'autoroute A 20traverse le département du Nord vers le sud.
La ligne des Aubrais - Orléans à Montauban-Ville-Bourbon traverse l'Indre, ce qui met Châteauroux à 2 h de Paris.
L'aéroport de Châteauroux-Centre, situé sur les communes de Déols et Coings est destiné au fret aérien, à la maintenance aéronautique, à l'entrainement des pilotes, à quelques vols charters, ainsi qu'à la formation des pompiers d'aéroports.

### Principales entreprises
| Sociétés                        | Activités                   |
| ------------------------------- | --------------------------- |
| Harry's Group                   | boulangerie industrielle    |
| Sicma Aéro Seat                 | sièges pour avions          |
| Union 36                        | alimentation                |
| Arc International Cookware      | produits verriers           |
| André Villemont                 | produits agricoles          |
| Alcura (ex Locapharm)           | pharmacie                   |
| Ceralliance                     | produits agricoles          |
| Balsan                          | moquette                    |
| Meadwestvaco Emballage          | emballages                  |
| Indraero                        | sous-traitant aéronautique  |
| Bellevue Distribution           | supermarchés                |
| Minoteries Cantin               | meunerie                    |
| Denis Gibaud                    | concessionnaire auto        |
| Stearinerie Dubois Fils         | détergents                  |
| Les Grands Garages du Berry     | concessionnaire auto        |
| Siraga                          | machines spéciales          |
| Eurostyle Systems               | plastiques                  |
| SITRAM-Inox                     | articles de ménage          |
| Sainte Lizaigne                 | mécanique                   |
| Parqueterie Berrichonne         | parquets                    |
| AMCC Fenêtre et Portes          | plastiques                  |
| Meadwestvaco Europe Engineering | machines de conditionnement |
| Montaigne Automobiles           | concessionnaire auto        |
| Setec                           | travaux publics             |
| Cloue                           | matériel agricole           |
| Duris                           | matériel agricole           |
| Bonargent Goyon                 | chaux                       |
| Rault                           | imprimerie                  |
| Renaud                          | céréales                    |
| Eurostyle Systèmes Châteauroux  | plastiques                  |
| Beirens                         | cheminées industrielles     |
| Blanchet                        | transport                   |
| Segec                           | travaux publics             |
| Seyec                           | transport                   |
| Savib                           | concessionnaire auto        |
| Covepa-Michels                  | emballages                  |
| Châteauroux Viandes             | abattage                    |
| Vioux Dubois                    | matériel agricole           |
| Robert                          | scierie                     |
| Duris Berry Sud                 | matériel agricole           |
| Mérignoise de Viandes           | alimentation                |
| MJB                             | bâtiment                    |
| Diatechnologies                 | papier                      |
| Clinique Saint-François         | santé                       |
| Maison Dauger                   | distribution                |
| Malteries Franco-Suisses        | malterie                    |
| Fromagerie Pierre Jacquin Fils  | alimentation                |
| Guignard                        | bâtiment                    |
| Issoudun Distribution           | alimentation générale       |
| Sofefal Valençay                | métallurgie                 |

## Tourisme

### Sites touristiques
- Abbaye de Déols.

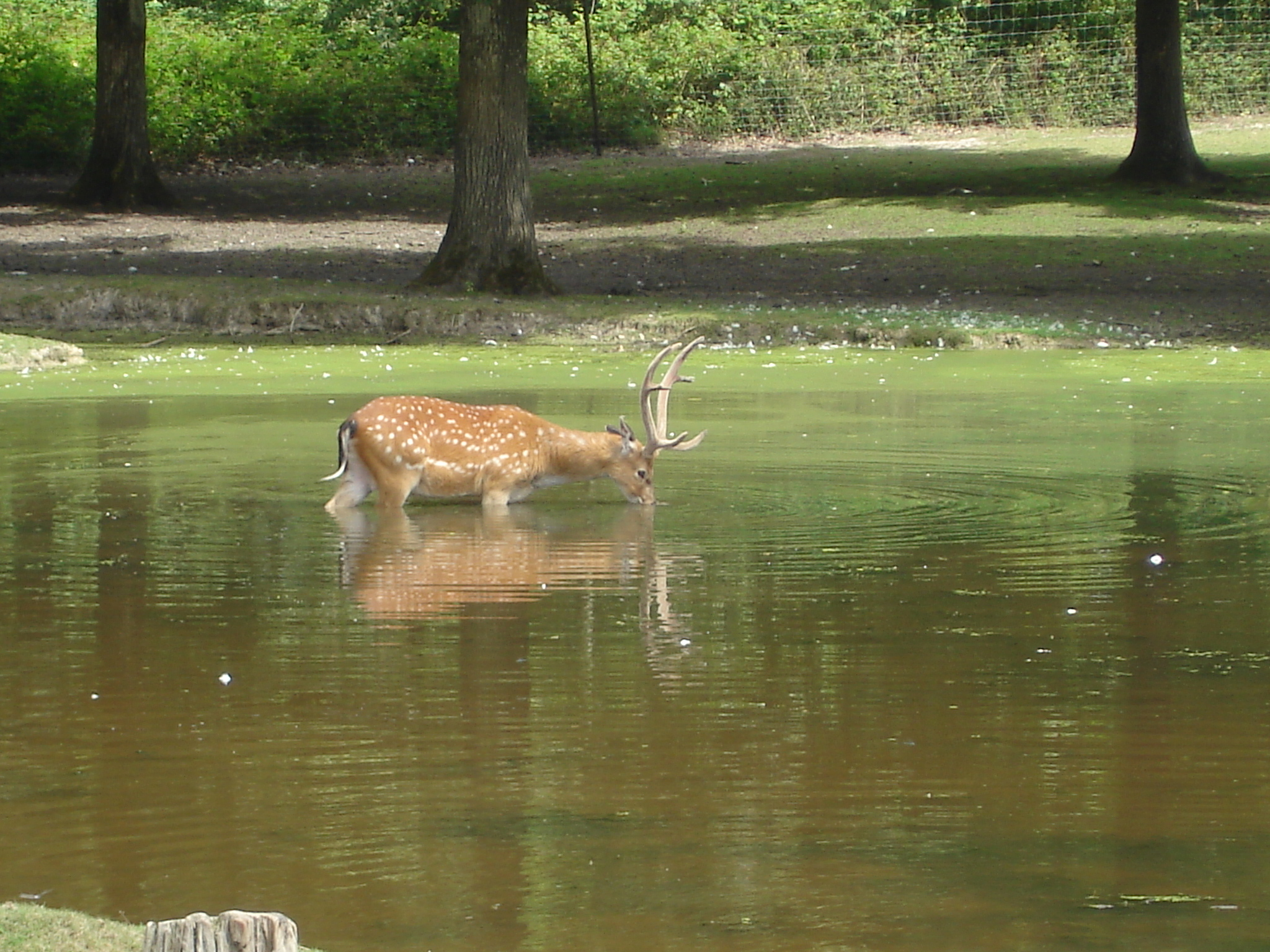
La Réserve zoologique de la Haute-Touche.

- Abbaye Notre-Dame de Fontgombault.
- Église Saint-Étienne de Neuvy-Saint-Sépulchre.
- Château de Valençay.
- Château d'Azay-le-Ferron.
- Réserve zoologique de la Haute-Touche.
- Parc naturel régional de la Brenne.